# George Ogăraru
George Cristian Ogăraru (ur. 3 lutego 1980 w Bukareszcie) – piłkarz rumuński grający na pozycji prawego obrońcy.

## Kariera klubowa
Ogăraru urodził się w Bukareszcie i tam też rozpoczynał karierę w miejscowym klubie Steaua Bukareszt. W 1998 roku trafił do pierwszej drużyny i 28 listopada zadebiutował w ligowym wyjazdowym meczu z Olimpią Satu-Mare, wygranym 3:0. Jednak przez pierwsze dwa sezony grał w niewielkiej liczbie meczów i jedynym sukcesem było zdobycie Pucharu Rumunii w 1999 roku. W 2000 roku George został wypożyczony do FCM Reșița grającym w drugiej lidze. Po sezonie wrócił do Bukaresztu, ale znów poszedł na wypożyczenie, tym razem do Oțelul Galați. Po roku wrócił do Steauy i w końcu wywalczył miejsce w pierwszej jedenastce stołecznego zespołu. W 2005 roku wywalczył swoje pierwsze mistrzostwo Rumunii w karierze, a w mistrzowskim sezonie rozegrał 28 meczów i zdobył 2 gole. Wystąpił także w Pucharze UEFA dochodząc ze Steauą do 1/8 finału. W 2006 roku ponownie został ze swoim klubem mistrzem kraju (28 meczów 1 gol), wystąpił w nieudanych eliminacjach do Ligi Mistrzów oraz dotarł ze Steauą do półfinału Pucharu UEFA (została wyeliminowana po dwumeczu z Middlesbrough F.C.).
Latem 2006 Ogăraru trafił do Ajaksu Amsterdam dzięki dobrej grze w Pucharze UEFA. Ajax zapłacił za niego 3 miliony euro. W Eredivisie zadebiutował 20 sierpnia w wygranym 5:0 meczu z RKC Waalwijk. W Ajaksie wywalczył miejsce w podstawowej jedenastce, występował w Lidze Mistrzów oraz fazie grupowej Pucharu UEFA. Został też wicemistrzem kraju oraz zdobył Puchar Holandii. W sezonie 2008/2009 Ogăraru przebywał na wypożyczeniu w Steaule Bukareszt. W 2010 roku został piłkarzem szwajcarskiego FC Sion.
| Sezon   | Klub             | Kraj       | Rozgrywki    | Mecze | Bramki |
| ------- | ---------------- | ---------- | ------------ | ----- | ------ |
| 1998/99 | Steaua Bukareszt | Rumunia    | Divizia A    | 5     | 0      |
| 1999/00 | Steaua Bukareszt | Rumunia    | Divizia A    | 7     | 0      |
| 2000/01 | FCM Reșița       | Rumunia    | Divizia B    | 25    | 1      |
| 2001/02 | Oțelul Galați    | Rumunia    | Divizia A    | 20    | 1      |
| 2002/03 | Steaua Bukareszt | Rumunia    | Divizia A    | 23    | 0      |
| 2003/04 | Steaua Bukareszt | Rumunia    | Divizia A    | 16    | 0      |
| 2004/05 | Steaua Bukareszt | Rumunia    | Divizia A    | 28    | 2      |
| 2005/06 | Steaua Bukareszt | Rumunia    | Divizia A    | 28    | 1      |
| 2006/07 | AFC Ajax         | Holandia   | Eredivisie   | 28    | 0      |
| 2007/08 | AFC Ajax         | Holandia   | Eredivisie   | 16    | 0      |
| 2008/09 | Steaua Bukareszt | Rumunia    | Divizia A    | 20    | 0      |
| 2009/10 | AFC Ajax         | Holandia   | Eredivisie   | 0     | 0      |
| 2010/11 | FC Sion          | Szwajcaria | Super League | 28    | 2      |
| 2011/12 | FC Sion          | Szwajcaria | Super League | 3     | 0      |

## Kariera reprezentacyjna
W reprezentacji Rumunii Ogăraru zadebiutował 24 marca 2005 w przegranym 0:2 meczu z reprezentacją Holandii, rozegranym w ramach kwalifikacji do Mistrzostw Świata w Niemczech.